# Creu d'Ardenya
La Creu d'Ardenya és una obra del municipi de Begues (Baix Llobregat) inclosa en l'Inventari del Patrimoni Arquitectònic de Catalunya.

## Descripció
Es tracta d'una creu de ferro encastada en un peu de pedra. La creu presenta el braços tubulars, essent el vertical notablement llarg, encastant-se directament damunt la base de suport. En el braç horitzontal consta gravada la data i, en el tram superior del braç vertical hi ha un dibuix que recorda el peix eucarístic amb una petita creu a la boca. La base és un prisma octogonal més ample per la part inferior que per la superior. Actualment mostra una rajoleta que commemora l'acte de condicionament de la creu: 28 de gener de 2001.

## Història
Cap als anys 60 del 1900 la creu va ser arrencada de la base de pedra que la sostenia, desapareixent la meitat d'aquesta base. Aleshores la creu es va clavar directament a terra un metre més enllà de la base original. El 28 de gener de 2001 es va celebrar l'acte de condicionament de la creu, conjuntament amb l'entitat d'Amics de Vallirana. En aquest acte es va reconstruir la base de pedra malmesa i es va col·locar una rajola en commemoració d'aquell moment.